# Рей Кеннеді
Рей Кеннеді (англ. Ray Kennedy; 28 липня 1951, Сітон Делавал, Нортумберленд — 30 листопада 2021) — англійський футболіст, що грав на позиції нападника. По завершенні ігрової кар'єри — футбольний тренер.
Виступав, зокрема, за клуби «Арсенал» та «Ліверпуль», а також національну збірну Англії.
Шестиразовий чемпіон Англії. Володар Кубка Англії. Чотириразовий володар Суперкубка Англії з футболу. Володар Кубка англійської ліги. Володар Кубка ярмарків. Володар Кубка УЄФА. Триразовий володар Кубка чемпіонів УЄФА. Володар Суперкубка УЄФА.

## Клубна кар'єра
У дорослому футболі дебютував 1969 року виступами за команду клубу «Арсенал», в якій провів п'ять сезонів, взявши участь у 158 матчах чемпіонату. Більшість часу, проведеного у складі лондонського «Арсенала», був основним гравцем атакувальної ланки команди. У складі лондонського «Арсенала» був одним з головних бомбардирів команди, маючи середню результативність на рівні 0,34 голу за гру першості.
Своєю грою за цю команду привернув увагу представників тренерського штабу клубу «Ліверпуль», до складу якого приєднався 1974 року. Відіграв за мерсісайдців наступні вісім сезонів своєї ігрової кар'єри. Граючи у складі «Ліверпуля» також здебільшого виходив на поле в основному складі команди. За цей час п'ять разів виборював титул чемпіона Англії, ставав володарем Суперкубка Англії з футболу (чотири рази), володарем Кубка УЄФА, володарем Кубка чемпіонів УЄФА (тричі), володарем Суперкубка УЄФА.
Протягом 1982—1983 років захищав кольори команди клубу «Свонсі Сіті».
Завершив професійну ігрову кар'єру у нижчоліговому клубі «Гартлпул Юнайтед», за команду якого виступав протягом 1983—1984 років. Завершив ігрову кар'єру у 33-річному віці через стрімке погіршення здоров'я, трохи згодом у колишнього футболіста було діагностовано хворобу Паркінсона.

## Виступи за збірну
У 1977 році дебютував в офіційних матчах у складі національної збірної Англії. Протягом кар'єри у національній команді, яка тривала 5 років, провів у формі головної команди країни 17 матчів, забивши 3 голи.
У складі збірної був учасником чемпіонату Європи 1980 року в Італії.

## Кар'єра тренера
Розпочав тренерську кар'єру, очоливши тренерський штаб клубу «Сандерленд». Досвід тренерської роботи обмежився цим клубом.

## Титули і досягнення
- Чемпіон Англії (6):

«Арсенал» (Лондон): 1970-71
«Ліверпуль»: 1975-76, 1976-77, 1978-79, 1979-80, 1981–82
- Володар Кубка Англії (1):

«Арсенал» (Лондон): 1970-71
- Володар Суперкубка Англії з футболу (4):

«Ліверпуль»: 1976, 1977, 1979, 1980
- Володар Кубка англійської ліги (1):

«Ліверпуль»: 1980-81
- Володар Кубка ярмарків (1):

«Арсенал» (Лондон): 1969-70
- Володар Кубка УЄФА (1):

«Ліверпуль»: 1975-76
- Володар Кубка європейських чемпіонів (3):

«Ліверпуль»: 1976-77, 1977-78, 1980-81
- Володар Суперкубка Європи (1):

«Ліверпуль»: 1977